# راکینج
راکینج (به انگلیسی: Ruckinge) یک روستا و محله مدنی در بریتانیا است که در Ashford واقع شده‌است. راکینج ۱۳٫۹۱ کیلومتر مربع مساحت و ۷۱۱ نفر جمعیت دارد.